# (16352) 1974 FF
1974 أف أف (ويعرف أيضًا باسم (16352) 1974 أف أف وفق تسمية الكوكب الصغير) (بالإنجليزية: 1974 FF)‏ هو كويكب ضمن حزام الكويكبات؛ وترتيبه 16352 من حيث الاكتشاف.
اكتُشف هذا الجُرم الفلكي بواسطة كارلوس توريس في 22 مارس 1974.

## وصلات خارجية
- (16352) 1974 FF في قاعدة بيانات مختبر الدفع النفاث لأجرام النظام الشمسي الصغيرة

- الاكتشاف · مخطط المدار ·  العناصر المدارية · المعلمات المادية

- (16352) 1974 FF على موقع ويكي سكاي: DSS2, SDSS, GALEX, IRAS, Hydrogen α, X-Ray, Astrophoto, Sky Map, Articles and images